# 五月雨 (駆逐艦)
|                 | |
| 艦歴            | |
| 計画            | ①計画 |
| 起工            | 1934年12月19日 |
| 進水            | 1935年7月6日 |
| 就役            | 1937年1月29日 |
| その後          | 1944年8月26日船体断裂、放棄 |
| 除籍            | 1944年10月10日 |
| 要目（計画時）  | |
| 排水量          | 基準：1,685トン |
| 全長            | 111m |
| 全幅            | 9.9m |
| 吃水            | 3.5m |
| 主缶            | ロ号艦本式缶3基 |
| 主機            | 艦本式オール・ギアードタービン2基2軸 42,000hp                                                                                      |
| 速力            | 34ノット |
| 航続距離        | 18ktで4,000浬 |
| 乗員            | 226名 |
| 兵装 （竣工時） | 50口径12.7cm連装砲 2基4門 50口径12.7cm単装砲 1基1門 毘式四十粍機銃 2基 61cm4連装魚雷発射管 2基8門 (魚雷16本) 爆雷投射機2基 爆雷×16 |

五月雨（さみだれ）は、日本海軍の駆逐艦。白露型駆逐艦の6番艦である。艦名は海上自衛隊のむらさめ型護衛艦6番艦「さみだれ」に継承された。

## 概要
一等駆逐艦五月雨（さみだれ）は、日本海軍が浦賀船渠で1934年（昭和9年）12月から1937年（昭和12年）1月末にかけて建造した駆逐艦。白露型駆逐艦の6番艦。
1941年（昭和16年）12月8日の太平洋戦争開戦時、白露型4隻（村雨、五月雨、夕立、春雨）は引続き第2駆逐隊を編成し、第四水雷戦隊（旗艦那珂）に所属。南方作戦（フィリピン攻略戦、蘭印作戦）に従事する。同方面作戦従事中、第2駆逐隊は1942年（昭和17年）1月下旬のバリクパパン沖海戦や2月下旬のスラバヤ沖海戦に参加した。
南方作戦成功後、同年5月下旬から6月上旬のミッドウェー作戦における第2駆逐隊は、第二艦隊司令長官近藤信竹中将（旗艦愛宕）指揮下の攻略部隊本隊に所属。7月、インド洋方面通商破壊作戦（B作戦）のためマレー半島へ進出。8月7日以降、ガダルカナル島の戦いによりトラック泊地へ移動後、戦艦陸奥の護衛部隊として第二次ソロモン海戦に参加した。
9月中旬以降、ガダルカナル島に対する駆逐艦輸送作戦（鼠輸送）に従事。10月下旬のガ島突入作戦では空襲を受けた軽巡由良が沈没したので、第2駆逐隊は由良乗組員を救助した（南太平洋海戦）。11月中旬、第2駆逐隊および第四水雷戦隊は第三次ソロモン海戦に従事。同海戦第一夜戦で姉妹艦夕立が沈没し、五月雨は生存者を救助した。同海戦第二夜戦では戦艦霧島が沈没し、五月雨は僚艦（朝雲、照月）と共に生存者を救助した。
1943年（昭和18年）2月上旬、2隻（朝雲、五月雨）はガダルカナル島撤退作戦に撤収部隊として参加した。輸送任務や護衛任務に従事したあと、2隻（朝雲、五月雨）は5月下旬より北方部隊に編入され、第一水雷戦隊所属艦や他部隊応援艦と共に7月のキスカ島撤退作戦に従事した。
五月雨が北方作戦従事中の7月1日、所属艦2隻（夕立、村雨）沈没と春雨長期修理のため、第2駆逐隊は解隊される。第二水雷戦隊附属駆逐艦となった五月雨は、9月よりラバウルに進出し、ニュージョージア島の戦いに参加。
10月1日附で五月雨は第27駆逐隊に編入され、同駆逐隊は白露型3隻（時雨、五月雨、白露）となる。
本艦は、姉妹艦時雨等と共に第二次ベララベラ海戦やソロモン諸島各地への輸送作戦に従事した。
11月1日-2日、第27駆逐隊（時雨、五月雨、白露）は軽巡川内（第三水雷戦隊旗艦）と共にブーゲンビル島沖海戦に参加。同夜戦で川内は沈没、五月雨は白露と衝突、損傷した。12月中旬、五月雨は軽巡夕張と共に内地へ帰投、横須賀海軍工廠で修理をおこなう。
この間、春雨が第27駆逐隊に編入され、27駆は白露型4隻（時雨、白露、五月雨、春雨）となった。
1944年（昭和19年）3月10日に修理完成後、五月雨は松輸送（サイパン島増援輸送作戦）に従事。4月下旬、パラオ方面輸送作戦中に夕張が米潜水艦ブルーギルに撃沈され、駆逐艦夕月と共に夕張生存者を救助した。
5月上旬には竹輸送（豪北方面増援輸送作戦）に従事する。
6月上旬、27駆は渾作戦に従事。6月8日の第二次渾作戦では駆逐艦6隻（敷波、浦波、春雨、五月雨、時雨、白露）でビアク島に進撃するが、空襲で春雨が沈没。続く米艦隊との夜戦で各艦は軽微な被害を受けた。
6月15日に衝突事故で白露が沈み、27駆は2隻（時雨、五月雨）で6月中旬のマリアナ沖海戦に参加、第二航空戦隊を護衛した。
内地帰投後、戦艦大和等を護衛してリンガ泊地に進出。27駆（時雨、五月雨）は第十六戦隊と共にフィリピン～パラオ間輸送任務に従事する。3隻（鬼怒、時雨、五月雨）で行動中の8月18日、五月雨はパラオ近海のガルワングル環礁で座礁。行動不能の状態で8月26日に米潜水艦バットフィッシュの魚雷攻撃を受けて船体断裂、放棄されて沈没した。生存者は駆逐艦竹に収容された。

## 艦歴

### 太平洋戦争まで
白露型駆逐艦6番艦五月雨は浦賀船渠で1934年（昭和9年）12月19日に起工し、1935年（昭和10年）7月6日進水、1937年（昭和12年）1月29日に竣工した。横須賀鎮守府籍。機関部は川崎造船所で製造されたのち、浦賀に海上輸送された。

### 太平洋戦争緒戦
太平洋戦争開戦時には白露型姉妹艦3隻（村雨、夕立、春雨）と共に第2駆逐隊（第2艦隊・第4水雷戦隊所属）を編成していた。四水戦司令官西村祥治少将（旗艦那珂）の指揮下、1941年12月より比島ビガン攻略作戦、リンガエン湾上陸作戦、タラカン上陸作戦、バリックパパン攻略作戦（バリクパパン沖海戦）、スラバヤ沖海戦に参加した。1942年（昭和17年）1月20日、ダラカン入泊時西村少将（那珂）より「五月雨の補給順序は哨戒艇のあと」と信号があり、同時に第2駆逐隊司令橘正雄大佐は「五月雨は哨戒艇より先に補給せよ」と命令する。2駆司令の命令を優先して補給をはじめた五月雨に哨戒艇は抗議する。これに対し松原瀧三郎五月雨駆逐艦長は「命令は指揮系統の順による」と返信して哨戒艇を沈黙させた。2月下旬のスラバヤ沖海戦に従事後、3月には比島保定作戦に加わった。この間、クリスマス島攻略作戦中に四水戦旗艦那珂がアメリカ潜水艦の雷撃により長期修理を余儀なくされ、5月20日をもって旗艦は軽巡由良に変更されている。
6月上旬、ミッドウェー作戦では攻略部隊（第二艦隊）に属して出動した。
日本本土帰投後、四水戦司令官は西村少将から高間完少将に交代。また四水戦に第27駆逐隊（時雨、白露、夕暮、有明）が編入されている。
7月17日に桂島泊地発、28日よりインド洋通商破壊作戦「B作戦」に参加する。同作戦参加戦力は第七戦隊（司令官西村祥治少将：巡洋艦熊野・鈴谷）、第三水雷戦隊（旗艦川内、第11駆逐隊《吹雪、白雪、初雪、叢雲》、第19駆逐隊《磯波、浦波、敷波、綾波》、第20駆逐隊《天霧、朝霧、夕霧、白雲》）、第二水雷戦隊（第2駆逐隊《村雨、五月雨、夕立、春雨》、第15駆逐隊《黒潮、親潮、早潮》）によって構成されていた。7月23日、浮遊機雷を発見した西村司令官は五月雨に処分を命じた。五月雨は毘式四十粍機銃7発と小銃60発を消費して命令を遂行したが、それは日本軍の九三式機雷であったという。

### ガダルカナル島の戦い
五月雨はその後インド洋に進出するが、戦闘は発生しなかった。B作戦従事中の8月7日、アメリカ軍はウォッチタワー作戦を発動してガダルカナル島およびツラギ諸島に上陸を開始、ガダルカナル島の戦いが始まった。8月8日、第七戦隊以下各隊はインド洋作戦の中止を通達された。各隊はトラック泊地への移動を開始する。11日に東印部隊に編入されるも、13日には再び南東方面に転用された。
8月20日、第七戦隊の指揮下を離れ、翌21日トラック泊地着。第2駆逐隊3隻（村雨、春雨、五月雨）は戦艦陸奥を護衛してソロモン方面に出撃した。姉妹艦夕立は特設水上機母艦の護衛を命じられ、第四水雷戦隊本隊とは別行動をとりラバウルへ向かった。8月24-25日の第二次ソロモン海戦における第2駆逐隊（村雨、五月雨、春雨）は戦線後方に取り残された陸奥を護衛していたため、アメリカ軍と本格的に交戦する事はなかった。
9月2日からトラック方面の哨戒に当たり、19日夜には2駆2隻（村雨、五月雨）によるヌデニ島（アメリカ軍飛行艇基地）奇襲攻撃を実施したが、米艦艇・飛行艇の姿はなかった。ガダルカナル島における日本陸軍総攻撃失敗を受けて前進部隊・機動部隊はトラック泊地への帰投を命じられ、第2駆逐隊（村雨、五月雨、春雨）は陸軍輸送船団を護衛したのち9月下旬までにショートランド泊地へ進出した。
10月9日、第四水雷戦隊司令官高間完少将は将旗を五月雨に移してラバウルに移動し、高速輸送船団によるガ島突入計画の打ち合わせをおこなう。作戦実施にあたり、四水戦旗艦は軽巡由良から秋月型駆逐艦1番艦秋月に変更された。10月12日夕刻、第2駆逐隊3隻（五月雨、春雨、夕立）は輸送船4隻（吾妻山丸、南海丸、九州丸、佐渡丸）を護衛してラバウルを出撃、ショートランド泊地からは秋月《先行し甲増援隊と合流》と時雨・白露・有明・村雨が輸送船2隻（笹子丸、埼戸丸）を護衛して出撃、外南洋部隊主隊（鳥海《第八艦隊旗艦》、衣笠、望月、天霧）および増援部隊（川内《三水戦旗艦》、由良、朝雲、白雪、暁、雷）も輸送船団支援およびガ島揚陸のためにショートランド泊地を出撃した。
13日夜、栗田健男中将指揮下の第三戦隊（金剛、榛名）によるガ島ヘンダーソン飛行場砲撃が実施され飛行場制圧の報告があったが、輸送船団は14日朝以降米軍機の空襲を受け、五月雨は若干の被害を出した。
三川中将直率の4隻（鳥海、衣笠、天霧、望月）は14日深夜にガ島へ突入して飛行場砲撃を敢行。輸送船団は各隊の支援を受けながらガ島に到着して揚陸を開始したが、15日朝以降の空襲で輸送船3隻（笹子丸、吾妻山丸、九州丸）が被弾炎上、ガ島海岸に擱座するに至った。五月雨以下護衛部隊と残存輸送船3隻は16日朝になりショートランド泊地へ戻った。本作戦では、輸送船6隻分の兵員および重火器・弾薬の全部と糧食の8割を揚陸に成功したが、15日・16日・17日の米軍機空襲と米艦艇艦砲射撃によって、揚陸地点に山積みになっていた物資は全て焼き払われてしまったという。
10月17日、増援部隊指揮官橋本信太郎第三水雷戦隊司令官は、日本陸軍総攻撃前の最後の輸送を実施することになった。橋本司令官直率の軽巡戦隊（川内、由良、龍田）と、水雷戦隊（秋月《四水戦旗艦》、第9駆逐隊《朝雲》、第11駆逐隊《白雪》、第6駆逐隊《暁、雷》、第2駆逐隊《村雨、夕立、春雨、五月雨》、第19駆逐隊《浦波、敷波、綾波》、第27駆逐隊《時雨、白露、有明》）はショートランド泊地を出撃、17日深夜に分派2隻（村雨、時雨）と外南洋部隊から派遣された駆逐艦2隻（天霧、望月）が飛行場砲撃を行う中、各隊はガ島揚陸を実施。由良にアメリカの潜水艦が発射した魚雷1本が命中するも不発であり、輸送作戦は成功裡に終わった。
10月中旬、第四水雷戦隊はガダルカナル島アメリカ軍ヘンダーソン飛行場に対する日本陸軍総攻撃に呼応して、ガ島ルンガ泊地突入を命じられる。第二攻撃隊（指揮官：高間完少将/四水戦司令官、秋月《旗艦》、由良《軽巡》、第2駆逐隊《村雨、五月雨、夕立、春雨》）に所属して、10月23日にショートランド泊地を出撃。先行した突撃隊（指揮官山田勇助大佐/兼第6駆逐隊司令、暁、雷、白露）のルンガ泊地突入成功に続行してガ島に接近したところ、SBDドーントレス急降下爆撃機、B-17型爆撃機の波状攻撃を受ける。五月雨も至近弾により魚雷頭部に火災を生じたが、消火に成功した。負傷者6名。12.7cm主砲119発、40mm機銃200発を消耗。この戦闘で軽巡由良が航行不能となり、夕立と春雨によって自沈処分とされた。他にも旗艦秋月が中破している。四水戦旗艦は秋月から村雨に変更されたのち、後に朝雲（第9駆逐隊）に移った。
修理後の五月雨は、第十一戦隊（比叡、霧島）、第十戦隊（軽巡《長良》、第16駆逐隊《天津風、雪風》、第6駆逐隊《暁、雷、電》、第61駆逐隊《照月》）、第四水雷戦隊（朝雲《四水戦旗艦》、第2駆逐隊《村雨、五月雨、夕立、春雨》、第27駆逐隊《時雨、白露、夕暮》）という戦力で11月12日から第三次ソロモン海戦に参加する。ガダルカナル島への接近中、悪天候の中で幾度も反転したため、電波整合すら行っていない「寄せ集め部隊」の挺身艦隊陣形は完全に混乱した。四水戦は朝雲と第2駆逐隊第1小隊（村雨、五月雨）、同隊第2小隊（夕立、春雨）、ラッセル諸島警戒隊（時雨、白露、夕暮）に分離する。
こうしてはじまった第一夜戦は、挺身艦隊と待ち構えていた米軍巡洋艦部隊の間で大乱戦となる。五月雨は挺身艦隊旗艦/第十一戦隊旗艦比叡を機銃で誤射し、混乱で射撃中止命令が届かないためやむなく高角砲で反撃されている。戦闘詳報にも『味方識別燈ヲ定メラレシハ混戦時ニ於ケル味方打防止上眞ニ有効ナリシモ之ヲ掲揚シ居ルニ拘ラズ12日夜比叡小口径砲ノ砲撃ヲ受タルコト』と記載されている。
第一夜戦戦闘後、霧島と共に北上していた五月雨は、航行不能となった第2駆逐隊の僚艦夕立の救援を命じられた。吉川潔夕立駆逐艦長以下同艦乗組員を救助する。その後五月雨は夕立に対し砲撃・雷撃処分を実施したもの、アメリカ軍機や米重巡に追われるようにして退避したため、姉妹艦の沈没を確認しなかった。結局、夕立はアメリカの重巡ポートランドの砲撃で沈没した。戦場離脱中の2駆（五月雨、春雨）は比叡救援を命じられるも、五月雨は夕立生存者多数を抱えた上に燃料も不足しており、承認を得てショートランド泊地へ向かった。第一夜戦で日本側は3隻（比叡《13日昼間自沈》、夕立、暁）が沈没、3隻（天津風、雷、村雨）が損傷し、飛行場砲撃も実施できなかった。
11月14日朝、前進部隊指揮官近藤信竹第二艦隊司令長官（旗艦愛宕）はガ島飛行場砲撃隊を再編、射撃隊（第四戦隊《愛宕、高雄》、戦艦《霧島》、四戦隊直衛《長良、雷、五月雨》）、直衛隊（朝雲《四水戦旗艦》、霧島護衛《白雪、初雪、照月》）、掃討隊（川内《三水戦旗艦》、浦波、敷波、綾波）という兵力部署を定めた。ショートランド泊地で夕立負傷者を降ろした五月雨は14日10時30分に愛宕と合流、ガ島へ向かった。この日本艦隊を迎撃すべく、ウィリス・A・リー少将指揮下の戦艦2隻（ワシントン、サウスダコタ）、駆逐艦4隻（ウォーク、ベンハム、プレイストン、グウィン）が投入され、サボ島周辺で待ち伏せていた。
14日深夜、第三次ソロモン海戦第二夜戦が生起。直衛隊（長良《第十戦隊旗艦》、五月雨、電、白雪、初雪）として行動していた五月雨は、雷撃により大巡1隻の撃沈を報告。ワシントン、サウスダコタの2戦艦と交戦した後、午前1時3分に霧島が航行不能になっている現場に到着した。3隻（朝雲、五月雨、照月）は共同で霧島乗員の救助を行った。その後、第三戦隊（金剛、榛名)、第八戦隊（利根）、第四戦隊（愛宕、高雄）等と合流・護衛しつつ、18日にトラック泊地へ帰投した。
トラック滞在中の11月20日、五月雨は内地帰投を下令される。駆逐艦2隻（五月雨、雷）は水上機母艦日進と重巡高雄を護衛して横須賀へ移動。11月27日横須賀着、入渠して修理を行う。12月19日、重巡高雄の護衛として横須賀を出発し、12月23日にトラックへ到着した。

### 昭和十八年の戦い

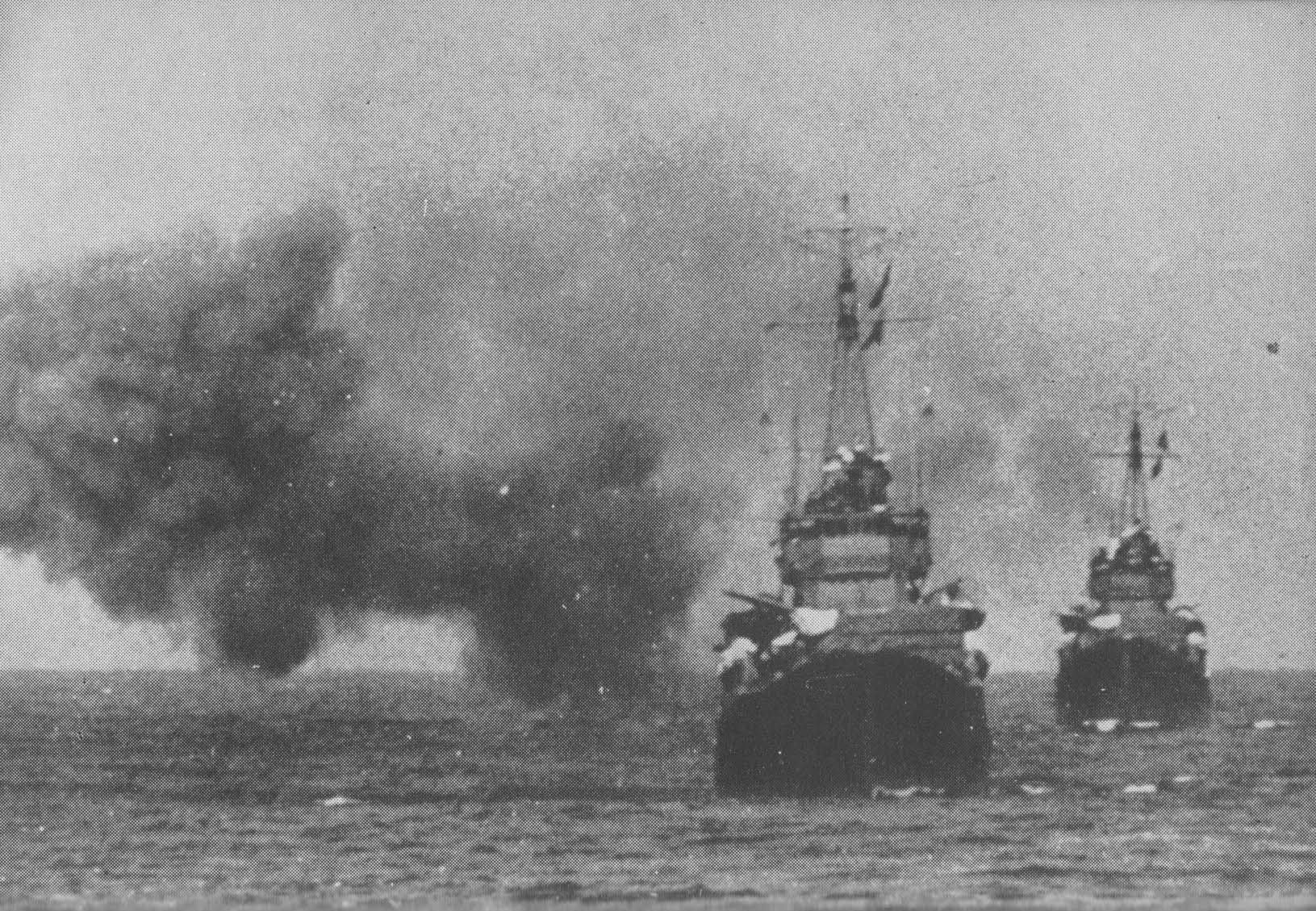
時雨と五月雨（1943年10月7日）

1943年1月、陸軍部隊のウェワクへの輸送（丙一号輸送）が行なわれ、その際飛行機隊をウェワクへ進出させる空母「隼鷹」を「朝雲」とともにトラックからウェワクまで護衛した。トラックからは1月15日に出発し、1月17日にウェワク沖に着いた。
続いてガダルカナル島撤収作戦（ケ号作戦）に従事する。第一次撤収作戦時で駆逐艦巻雲（第10駆逐隊）が沈没、駆逐艦巻波（第31駆逐隊）が損傷すると、東方牽制隊（愛宕《旗艦》、高雄、妙高、羽黒、金剛、榛名、神通、阿賀野、長良、陽炎、朝雲、時雨、涼風、大波、初雪、敷波、嵐、五月雨、隼鷹、瑞鳳）として外洋を行動中の四水戦2隻（朝雲、五月雨）は撤収部隊に編入された。2月4日朝、駆逐艦2隻（朝雲、五月雨）はショートランド泊地に到着。第二次撤収作戦、第三次撤収作戦に従事する。第二次作戦で駆逐艦舞風（第4駆逐隊）、第三次作戦で駆逐艦磯風（第17駆逐隊）が大破・中破する中、2隻（朝雲、五月雨）は損傷なく作戦を終えた。
2月中旬から再びウェワクへの陸軍部隊輸送（第41師団主力の輸送、丙三号輸送）が実施され、「五月雨」も参加。「五月雨」の編入された第二輸送隊は2月19日にパラオから出発し、2月22日にウェワクに着いた。3月、ニューギニアのハンサ湾への第二十師団の一部などの輸送（第一次ハンサ輸送）に参加。「五月雨」と「秋雲」、「風雲」、「夕雲」、「皐月」が輸送船6隻を護衛して3月6日にパラオから出発し、3月12日にハンサ湾に到着した。帰路は「五月雨」と「秋雲」が船団を護衛してパラオへ向かったが、途中でB-17の爆撃により輸送船「桃山丸」が沈んだ。
1月24日、ウエワク輸送作戦中の姉妹艦春雨がアメリカの潜水艦ワフーの雷撃で大破、1年近い修理を余儀なくされた。
3月5日、コロンバンガラ島輸送作戦従事中の姉妹艦村雨と第9駆逐隊の峯雲が撃沈された（ビラ・スタンモーア夜戦）。コロンバンガラ島に上陸していた2駆司令橘大佐・種子島洋二村雨艦長以下生存者達は、駆逐艦雪風・初雪等に便乗してラバウルへ戻った。3月25日、橘司令は五月雨に将旗を掲げたが、春雨大破長期修理のため、健在艦は五月雨のみとなっていた。
4月1日、「五月雨」、「朝雲」、「夕雲」、「風雲」、「秋雲」はショートランドへ人員、弾薬などを揚陸（コロンバンガラへの輸送予定であったが敵機の妨害のため引き返した）。4月5日、「五月雨」、「朝雲」、「夕雲」、「秋雲」はコロンバンガラへの輸送任務に従事。4月6日、ブインに帰投。輸送内容は不詳。4月10日、「五月雨」と「雪風」は輸送任務でニューブリテン島南側を通ってフィンシュハーフェンへ向かったが、敵機の攻撃を受けたため輸送を断念してラバウルへ引き返した。4月12日、「五月雨」と「雪風」はニューブリテン島北側を通って再びフィンシュハーフェンへ向かったがツルブへ目的地を変更し13日に兵員、物資を揚陸した。
一連の輸送作戦後、「五月雨」、「雪風」と第10駆逐隊は外南洋部隊から除かれ、かわって第十五駆逐隊（親潮、黒潮、陽炎）等がソロモン方面の輸送任務に従事することになった。
5月8日、戦艦2隻（大和、榛名）、空母2隻（冲鷹、雲鷹）、重巡妙高、駆逐艦4隻（夕暮、潮、長波、五月雨）は日本本土へ向かう。5月13日に横須賀帰港、ただちに北方部隊に編入され、5月15日以降千島方面で対潜哨戒に従事。第一水雷戦隊（司令官木村昌福少将、旗艦阿武隈）指揮下のもと、第五艦隊旗艦多摩、軽巡2隻（阿武隈、木曾）、第一警戒隊（若葉、初霜、長波）、第二警戒隊（島風型《島風》、白露型《五月雨》）、収容隊（第9駆逐隊《朝雲、薄雲》、第10駆逐隊《夕雲、秋雲、風雲》、第6駆逐隊《響》）、補給部隊（海防艦国後、タンカー日本丸）という戦力でキスカ島撤退作戦（ケ号作戦）を遂行した。阿武隈と国後衝突による混乱があったが（損傷した若葉は幌筵島へ避退）、撤退作戦は成功した。
本艦が北方海域で行動中の7月1日附で、第2駆逐隊は解隊。五月雨は第四水雷戦隊司令部附属になる。7月12日、コロンバンガラ島沖海戦で第二水雷戦隊司令官伊崎俊二少将および第二水雷戦隊司令部は、旗艦神通と共に沈没した。そこで第四水雷戦隊は解隊され、高間司令官・司令部・戦力はそのまま第二水雷戦隊に転用された。これにより二水戦旗艦は軽巡長良に変更、時雨・五月雨等も第二水雷戦隊所属となった。
8月6日、五月雨は横須賀に帰還し、9月5日まで同地で修理・整備を行った。
修理完了後、中部・北部ソロモン諸島の戦いに参加すべく最前線に進出、第三水雷戦隊司令官伊集院松治少将（旗艦川内）の指揮下に入る。同地で既に活動していた時雨（第27駆逐隊）や磯風（第17駆逐隊）等と共に9月下旬のコロンバンガラ転進作戦（セ号作戦）に参加。
10月1日、五月雨は白露型2隻（時雨、白露）になっていた第27駆逐隊に編入される。その後、三水戦司令官指揮下の駆逐隊（秋雲、風雲、夕雲、磯風、時雨、五月雨）として、10月6日の第二次ベララベラ海戦に参加した。さらにツルブ（時雨、五月雨）、フロリダ諸島ガブツ（時雨、白露、五月雨）輸送作戦に従事した。
10月21日、トラックからラバウルへ陸軍兵・軍需物資輸送任務に就いていた軽巡2隻（多摩、木曾）は空襲を受け、木曾が一時航行不能となった。五月雨は駆逐艦卯月と共に木曾をラバウルまで護衛した。
11月1-2日、第27駆逐隊は連合襲撃隊に編入され、ブーゲンビル島沖海戦に参加した。
第五戦隊司令官大森仙太郎少将を指揮官とする連合襲撃隊の戦力は、本隊（大森少将直率：第五戦隊《妙高、羽黒》）、第一警戒隊（第三水雷戦隊司令官伊集院松治少将：川内、第27駆逐隊《時雨、五月雨、白露》）、第二警戒隊（十戦隊司令官大杉守一少将：阿賀野、駆逐艦《長波、初風、若月》）、輸送隊（山代勝守大佐：駆逐艦《天霧、文月、卯月、夕凪、水無月》）から成る。
巡洋艦4隻・駆逐艦8隻の米艦隊は、まず連合襲撃隊左翼の第一警戒隊（川内、時雨、五月雨、白露の単縦陣）と交戦した。川内（三水戦旗艦）は戦闘開始からまもなく炎上して航行不能となり、白露も同時刻に至近弾で舵故障となった。川内に続行していた時雨・五月雨・白露は互いに衝突しかけ、五月雨は白露と衝突。さらに米軍駆逐隊に追撃されて被弾したが（五月雨戦死5、負傷5）、人力操舵で離脱に成功した。他に妙高と初風が衝突。
海戦の結果、日本側は川内と初風を喪失し、妙高・羽黒・五月雨・白露が損傷した。白露は2日1100ラバウル着、五月雨は14時10分の帰着であった。第27駆逐隊が発射した魚雷は（五月雨発射魚雷と推定）、駆逐艦フートを大破させたという。
11月5日、ラバウル待機中にアメリカ軍機動部隊艦載機の空襲を受け、第二艦隊司令長官栗田健男中将率いる重巡洋艦部隊（愛宕、高雄、摩耶、最上、筑摩）等が大損害を受ける一方、五月雨・時雨・天霧等に被害は無かった（ラバウル空襲）。
沈没する川内から脱出した伊集院司令官は呂号潜水艦に救助されており、8日にラバウルへ到着、一時五月雨に将旗を掲げたのち、天霧を経て軽巡夕張を旗艦に定めた。
11日、潜水母艦長鯨、重巡摩耶（ラバウル空襲で大破）、第二水雷戦隊（能代、早波、藤波、五月雨）、第十戦隊（風雲、若月）はラバウルを出発、トラックへ向かった。12日、軽巡阿賀野（第十戦隊旗艦、艦尾切断状態）が駆逐艦浦風（第17駆逐隊）と共にトラックへ帰投中、アメリカの潜水艦スキャンプから雷撃されて航行不能となった。二水戦旗艦能代、第32駆逐隊（藤波、早波）は摩耶の護衛を中断し、阿賀野と浦風の救援に向かった。11月14日、5隻（摩耶、長鯨、五月雨、風雲、若月）はトラックに帰港する。
12月14日、五月雨は軽巡夕張と共にトラックを出港、19日に横須賀へ到着した。以後、横須賀海軍工廠で、夕張と五月雨は修理を行った。
また11月31日附で、修理を終えた姉妹艦春雨が第27駆逐隊に編入される。これにより第27駆逐隊は白露型4隻（白露、時雨、五月雨、春雨）編制となった。

### 昭和十九年の戦い
1944年（昭和19年）3月から5月まで、五月雨は内地からサイパンやパラオ諸島など、中部太平洋諸島への船団護衛に従事した。4月上旬、五月雨は第二護衛船団司令官清田孝彦少将の旗艦として、東松四号船団を指揮する。護衛艦艇（駆逐艦《五月雨、朝凪》、水雷艇鵯、海防艦《隠岐、天草、御蔵、福江、第2号、第3号》、第50号駆潜艇）は給糧艦間宮など加入船舶26隻と共に、4月1日に東京湾を出撃。東征丸（4月3日）、美作丸（4月10日）沈没の被害はあったが、東松四号船団はおおむね無事にサイパン・グアム・トラック泊地・パラオ・ヤップ島に到着した。
続いて五月雨はパラオ諸島ソンソル島への輸送作戦に従事中、4月27日午前10時に同行していた第三水雷戦隊旗艦夕張が米潜水艦ブルーギルの雷撃で航行不能となった。五月雨は駆逐艦夕月（第30駆逐隊）と共に夕張の曳航を試みるが失敗。翌4月28日10時15分、夕張は沈没した。三水戦旗艦は夕月となる。夕月はパラオ（のちサイパン）へ、五月雨はダバオへ向かった。
松輸送に続き、五月雨は豪北方面への緊急輸送作戦竹輸送に従事する。竹船団（船団指揮官梶岡定道第六護衛船団司令官）は4月21日に上海沖合を出撃、4月26日に第一吉田丸が沈没したものの、4月28日マニラに入港していた。マニラまでは海上護衛総司令部部隊の護衛担任だったが、以降は連合艦隊の護衛担任となる。
5月1日、梶岡少将（旗艦白鷹）指揮下の竹船団（機雷敷設艦《白鷹、蒼鷹》、駆逐艦《五月雨、白露、藤波》、他護衛艦艇、加入船舶9隻）はマニラを出撃する。5月6日、セレベス海で米潜水艦（ガーナード）の襲撃を受け、3隻（亜丁丸、但馬丸、天津山丸）が沈没した。被害や諸情勢によりニューギニア島西部への輸送は中止。船団はバンカ泊地（セレベス島）に避退したのち、5月9日にハルマヘラ島のワレシに到着して第32師団を揚陸した。竹船団は5月13日にワレシを出発、5月20日にマニラへ戻った。
5月下旬、第27駆逐隊は第十六戦隊司令官左近允尚正少将（巡洋艦《青葉、鬼怒》、第19駆逐隊《敷波、浦波》）の指揮下に入り、ビアク島への輸送作戦（渾作戦）に加わる。戦艦扶桑、第十六戦隊（青葉、鬼怒）、第五戦隊（羽黒、妙高）等が参加した第一次渾作戦はアメリカ軍機動部隊出現の誤報により作戦中止。
6月8日、左近允司令官（敷波座乗）指揮下、駆逐艦6隻（輸送隊：浦波、敷波、時雨／警戒隊：春雨、五月雨、白露）で第二次渾作戦を発動する。
だが第27駆逐隊司令艦春雨がB-25型爆撃機の空襲で沈没し、駆逐隊司令白濱政七大佐も戦死した。五月雨も魚雷発射管附近に命中弾を受け負傷者2名を出すが、不発弾のため轟沈を免れている。春雨沈没後も輸送任務は継続されたが同日深夜、輸送隊はアメリカ軍巡洋艦部隊に迎撃され、一方的にレーダー射撃を受ける。日本側駆逐艦5隻は、損傷艦はあったが沈没艦はなく、避退に成功した。五月雨は他の艦より先にハルマヘラ諸島パジアンに到着しており、同地で白露から春雨生存者を受け入れる。
その後、第27駆逐隊3隻（時雨、白露、五月雨）は第十六戦隊の指揮下を離れた。6月11日、五月雨は単艦でアンボン（アンボン島）に向かい、同地で春雨生存者を下艦させた。一方、時雨と白露は、駆逐艦複数隻（浜風、響、秋霜）と共に小沢機動部隊・第一補給部隊（日栄丸、国洋丸、清洋丸）の護衛任務についた。
6月15日未明、船団内に迷い込んだ白露が清洋丸と衝突し爆沈した。五月雨は別の補給船団を護衛したのち、6月19日-20日のマリアナ沖海戦に参加した。機動部隊乙部隊として、駆逐艦複数隻（第27駆逐隊《時雨、五月雨》、第17駆逐隊《浜風》、第4駆逐隊《満潮、野分、山雲》、夕雲型駆逐艦《秋霜、早霜》）は第二航空戦隊（隼鷹、飛鷹、龍鳳）、戦艦長門、航空巡洋艦最上を護衛した。6月20日の戦闘で、乙部隊からは飛鷹が沈没、隼鷹と龍鳳が損傷した。
同海戦敗北後、一旦榛名・時雨と共に内地に戻る。7月8日に呉を出港し、陸軍輸送物資を積載した戦艦4隻（大和、武蔵、長門、金剛）、重巡熊野等を護衛してリンガ泊地へ向かった。14日午前3時頃、武蔵の直衛についていた五月雨は、南西風15mという強風と波濤の中で艦隊から落伍し、行方不明となってしまう。捜索に出た重巡利根に発見されて艦隊に戻り、事なきを得た。第一戦隊司令官宇垣纏中将（大和乗艦）は『五月雨にスコール続く輸送かな』『スコールの後に五月雨忘れけり』と俳句を詠んでいる。16日、第一戦隊（大和、武蔵、長門）、駆逐艦3隻（時雨、島風、五月雨）はリンガ泊地に到着した。

### 沈没
8月7日以降、27駆2隻（時雨、五月雨）は再び第十六戦隊の指揮下に入り、マニラ〜パラオ輸送任務に従事する。
任務中の8月10日、白露型2隻（白露、春雨）は帝国駆逐艦籍・第27駆逐隊から除籍された。輸送隊3隻（鬼怒、時雨、五月雨）は重巡青葉および駆逐艦浦波と分離し、パラオへ向かった。パラオに弾薬を補給しつつ、在住の邦人をセブ島に避難させる任務である。
8月18日午前1時15分、鬼怒・時雨と共に航海中の五月雨はパラオ近海のガルワングル環礁で座礁し、火災も発生して深刻な損傷を受けた。同航2隻（鬼怒、時雨）は3時40分に一旦五月雨を残置してパラオへ向かう。パラオに到着後、鬼怒・時雨は在留邦人の移乗作業を急いだ。
健在2隻（鬼怒、時雨）は18時50分に再び五月雨の座礁現場に戻ると潜水用具を移積、21時をもって現場を離れた。
だが各部隊の協力を得ても五月雨の離礁作業は難航、B-24爆撃機の空襲に曝されていた。上層部は万策尽きた五月雨を放棄する方向に傾く。その頃、駆逐艦清霜と共に輸送作戦に従事していた松型駆逐艦竹（艦長田中弘国少佐、海兵60期）に、五月雨救援が下令された。竹が五月雨座礁現場へ移動中の8月26日18時30分、アメリカの潜水艦バットフィッシュ (USS Batfish, SS/AGSS-310)が座礁中の五月雨を雷撃する。魚雷は五月雨右舷中部に命中し、大破した船体は断裂状態となった。大熊（五月雨艦長）は離礁を諦めておらず、また運命を共にするつもりだったが、田中（竹艦長。大熊とは海兵同期）に説得された。これをもって五月雨は完全に放棄され、艦長以下乗組員は竹に救助された。五月雨の生存者は竹に移乗してフィリピンへ向かい、セブ島で下艦した。
10月10日、五月雨は白露型駆逐艦、
帝国駆逐艦籍のそれぞれから除籍された。
同日附で時雨1隻になった第27駆逐隊も解隊された。全10隻建造された白露型駆逐艦は、五月雨の喪失をもって時雨1隻となった。
五月雨最後の艦長となった大熊少佐は駆逐艦初春艦長に任命され、捷号作戦や多号作戦に従事した。

### 慰霊碑
終戦後、五月雨の元乗組員による「五月雨会」が結成され、神奈川県 小田原市早川の東善院に慰霊碑が建立されている。

### 残骸の現状
五月雨の沈没現場のガルワングル環礁は水深10mほどのためダイビングスポットとなっているが、2017年にカメラマンの戸村裕行が潜水調査したところ、船体の大部分が失われ（波によるものかサルベージかは不明）、主砲やシャフトなど全体の20%程が現場に残されているという。

## 機銃増備の状況
『日本駆逐艦物語』によると1944年7月時点での機銃増備の状況は、25mm3連装3基、同連装1基、同単装10基、単装機銃座1基。後部2番単装主砲は撤去、前部右舷の予備魚雷格納函も撤去されていた。水測兵器は九三式水中聴音機と探信儀を装備し、探信儀の水流覆いは装着されていなかった。また前マストに22号電探と13号電探を1基ずつ装備していた。

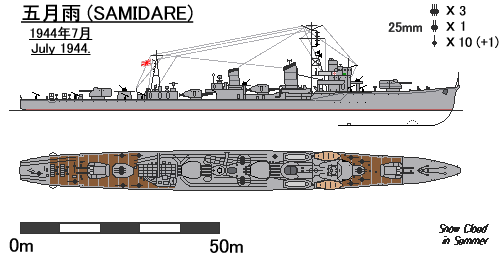
1944年8月での「五月雨」艦型図

## 歴代艦長
※『艦長たちの軍艦史』307-308頁による。

### 艤装員長
1. 有近六次 少佐：1936年11月2日[172] -

### 艦長
1. 有近六次 少佐：1937年1月29日 - 1937年12月1日[173]
2. 渡辺保正 少佐：1937年12月1日 - 1938年12月15日[174]
3. 阿部徳馬 少佐：1938年12月15日 - 1939年11月15日[175]
4. 松原瀧三郎 少佐：1939年11月15日 -
5. 中村昇 少佐：1942年10月13日 -
6. 杉原与四郎 少佐：1943年8月13日 -
7. 西村徳太 少佐：1944年3月1日 -
8. 大熊安之助 少佐：1944年7月2日 -